# Леандро Марконі
Леа́ндро Марко́ні (італ. Leandro Marconi; 1763, Мантуя — 1837, Болонья) — італійський архітектор і живописець, автор театральних декорацій. Син архітектора Франческо Марконі. Очолював кафедру орнаментики у Болонській академії мистецтв. Рідний брат Джовані Батіста Марконі — архітектор. Син Леандро — Енріке Марконі (1792—1863) став відомим польським архітектором. Другий син — Ферранте Марконі (1798—1868) займався скульптурою у Варшаві.